# Bobgunnia
Genre
Bobgunnia est un genre de plantes à fleurs dicotylédones de la famille des Fabaceae, sous-famille des Faboideae, originaire d'Afrique, qui comprend deux espèces acceptées.

## Liste d'espèces
Selon The Plant List (29 novembre 2018) :
- Bobgunnia fistuloides (Harms) J.H.Kirkbr. & Wiersema
- Bobgunnia madagascariensis (Desv.) J.H.Kirkbr. & Wiersema